# Servitud a Rússia

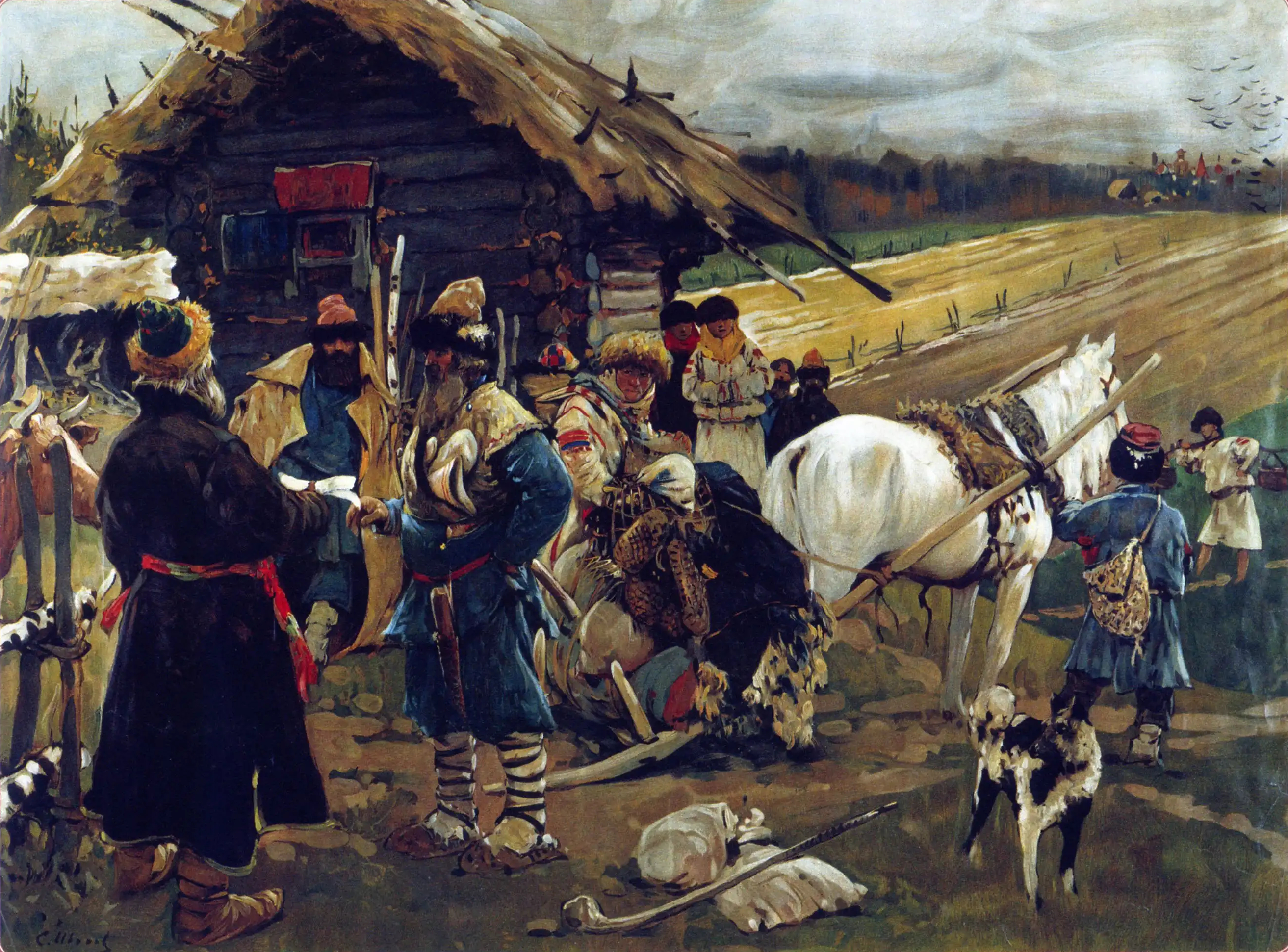
Un pagès abandonant el seu terratinent el Dia de Iuri, pintat per Serguei Ivanov.

El sistema de servitud establert a Rússia (rus: Крепостное право, Krepostnóie Pravo) — que va començar a existir ja al segle xi amb la Rus de Kíev — és un sistema que sorgeix per la dependència del pagès o granger del terratinent o senyor de la terra. Va ser creat amb la finalitat de garantir el valor econòmic de les propietats agràries en el camp rus, i estava destinat en primer lloc a impedir legalment que els camperols poguessin desplaçar-se lliurement pel territori rus o emigrar.
En la Rus de Kíev i la República de Nóvgorod, els camperols no lliures estaven dividits en tres categories: Smerd, rus: Смерд, Zàkupi, rus: Закупы i Kholop, rus: Холоп. En la Rússia tsarista, la servitud es va generalitzar en el segle xvi; fou confirmada oficialment pel Codi del Consell de 1649; es va abolir el 1861.

## Origen i implantació
Des del segle XIV Rússia havia patit violentes invasions de pobles tàrtars i mongols, gairebé tots successors de l'Imperi de l'Horda d'Or entre els quals destacava el Kanat de Crimea. Aquests atacs causaven severa devastació en els camps i havien fet inevitable que els camperols russos emigréssin contínuament de les zones més exposades a aquests invasions.
En estabilitzar-se la situació del Principat de Moscou a finals del segle xv, Ivan III de Rússia va prendre mesures per assegurar el valor econòmic de les grans finques agrícoles, que depenia de la força de treball existent en aquestes. Per això, va autoritzar el 1497 que els terratinents forcessin els camperols a quedar-se a les finques durant gairebé tot l'any, fins i tot utilitzant la força. Aquesta tendència es va reforçar més durant el regnat de Borís Godunov a principis del segle xvii, i va augmentar la quantitat d'habitants del camp que estaven subjectes a aquesta obligació.
La servitud va ser reglamentada específicament l'any 1649 pel tsar Aleix I de Rússia després passar diversos casos en els quals els camperols fugien de les extenses finques dels aristòcrates. Les noves lleis de 1649 van establir la servitud sobre la gran majoria del territori rus, sobretot en les terres més fèrtils, i obligaren a la pràctica que tots els camperols quedessin subjectes a algun terratinent; també es va establir que els camperols russos i els seus descendents, quedaven obligats a romandre a perpetuïtat a les finques dels terratinents, i es prohibia que els camperols hi sortissin. Com a conseqüència legal d'això, els aristòcrates mantenien el seu dret de vendre les terres conjuntament amb els camperols que visquessin allà.
El límit legal per a la disposició dels camperols serfs estava donat pel dret a la vida, mentre el terratinent (usualment un aristòcrata) encara estava obligat a considerar el seu servent com a "home lliure" com a mínim formalment, per la qual cosa no podia matar-lo. També es reconeixia el dret del servent a la propietat privada sobre els seus béns, i el seu dret a fer transferències de la seva propietat amb qualsevol altre servent i conservar els diners que pogués obtenir d'aquest intercanvi, malgrat que la seva llibertat de moviment estava limitada a l'extensió de la finca del seu respectiu terratinent, i aquest podia inclusivament vendre al servent separadament de la terra. Cal indicar que els serfs russos no només eren camperols, sinó fins i tot petits comerciants i artesans que vivien dins d'un llogaret sotmès a l'autoritat d'un aristòcrata, per la qual cosa la categoria dels serfs era bastant heterogènia.
Des de 1659 la fugida d'un servent era considerada un delicte greu, i el cens rus de 1719, ordenat per Pere el Gran, va mostrar que en aquestes dates ja el 80% de camperols russos eren serfs. Al llarg del segle xviii les revoltes de Stenka Razin i de Omelian Ivànovitx Pugatxov van ser recolzades per serfs, que aprofitaven aquests revoltes per unir-se als rebels a la recerca d'un millor nivell de vida. Tanmateix, cal indicar que les revoltes dels cosacs a Rússia occidental dels segles xvii i XVIII no atacaven la institució de la servitud, sinó que només permetien als seus adeptes deixar de ser serfs per esdevenir cosacs lliures.
L'Estat rus també tenia els seus servents, subordinats directament al tsar i formalment amb dret a conservar la seva propietat personal, però que a la pràctica també els estava prohibit d'abandonar la terra que els havia estat assignada. Aquests «serfs de l'Estat» provenien de la confiscació de terres fetes pel tsar contra aristòcrates turbulents, i de l'expansió de les colònies militars a Sibèria, controlades pel govern imperial i no per terratinents de la noblesa.
Els serfs tenien en principi dret a comprar la seva llibertat pagant el seu valor en diners als terratinents, però molt pocs assolien aquest objectiu. Els que ho aconseguien, principalment, eren els que vivien en petites viles i no es dedicaven exclusivament a l'agricultura (artesans, petits quincallers, etc.). Amb tot i això, els serfs alliberats per aquest sistema no deixaven de patir una menor valoració social, com va passar en el cas d'Igor Txékhov, l'avi del cèlebre escriptor Anton Txékhov.

## Supressió
La servitud a Rússia implicava l'existència efectiva d'un massiu règim d'esclavitud efectiva, amb l'endarreriment econòmic que això significava quant a la producció agrícola (la base de l'economia russa) depenia d'una massa de serfs explotats que restava incentius a les innovacions tècniques pròpies de la Revolució Industrial. Així mateix les idees de la Il·lustració difoses al llarg del segle xviii convertien en rebutjable el fet mantenir la servitud a Rússia quan en els països més avançats d'Europa aquesta havia desaparegut; fins i tot a principis del segle xix la servitud estava pràcticament extingida en les províncies russes riberenques del Mar Bàltic.
Si bé aquesta influència del liberalisme va fer que en molts casos es relaxés la severitat cap als servents, el cens de població de 1857 va mostrar que en una població total de 60,9 milions de russos, els servents eren una aclaparadora majoria, amb 49,4 milions d'individus.
La servitud va ser abolida en 1861 pel tsar Alexandre II de Rússia, va estendre la llibertat de moviment i la llibertat personal a tots els servents russos, fos quina fos la seva categoria, de manera que en la pràctica es va eliminar el dret que tenien els terratinents sobre ells. Tanmateix, i malgrat les pressions humanitàries per aquesta mesura, l'abolició de la servitud no va millorar substancialment la situació dels camperols, que empobrits i sense diners van romandre majoritàriament en les finques dels seus terratinents, a falta d'una millor alternativa de subsistència.
L'emancipació dels serfs va impulsar l'avanç d'una economia pròpiament capitalista a Rússia i va eliminar les últimes restes de feudalisme, però tampoc va alleujar el descontentament social, ja que les ciutats és es van veure envaïdes per masses de camperols a la recerca d'ocupació, la qual cosa va augmentar el proletariat urbà (tot i que no passava de l'1% de la població). Així mateix, l'estigma social de menyspreu als ex serfs i als seus descendents tampoc no va ser superat a Rússia fins a moltes dècades després.